# Andrea Spendolini-Sirieix
Andrea Spendolini-Sirieix (Londres, 11 de septiembre de 2004) es una deportista británica que compite en saltos de plataforma.
Participó en dos Juegos Olímpicos de Verano, obteniendo una medalla de bronce en París 2024, en la prueba de plataforma 10 m sincro (junto con Lois Toulson), y el séptimo lugar en Tokio 2020, en la prueba individual.
Ganó cinco medallas en el Campeonato Mundial de Natación entre los años 2022 y 2024, y cinco medallas en el Campeonato Europeo de Natación, en los años 2021 y 2022.

## Palmarés internacional
| Juegos Olímpicos   | Juegos Olímpicos   | Juegos Olímpicos  | Juegos Olímpicos             |
| Año                | Lugar              | Medalla           | Prueba                       |
| ------------------ | ------------------ | ----------------- | ---------------------------- |
| 2024               | París (Francia)    | Medalla de bronce | Plataforma 10 m sincro       |
| Campeonato Mundial |                    |                   |                              |
| Año                | Lugar              | Medalla           | Prueba                       |
| 2022               | Budapest (Hungría) | Medalla de bronce | Equipo mixto                 |
| 2023               | Fukuoka (Japón)    | Medalla de plata  | Plataforma 10 m sincro       |
| 2024               | Doha (Catar)       | Medalla de oro    | Equipo mixto                 |
| 2024               | Doha (Catar)       | Medalla de bronce | Plataforma 10 m              |
| 2024               | Doha (Catar)       | Medalla de bronce | Plataforma 10 m sincro       |
| Campeonato Europeo |                    |                   |                              |
| Año                | Lugar              | Medalla           | Prueba                       |
| 2021               | Budapest (Hungría) | Medalla de plata  | Plataforma 10 m sincro mixto |
| 2021               | Budapest (Hungría) | Medalla de bronce | Plataforma 10 m              |
| 2022               | Roma (Italia)      | Medalla de oro    | Plataforma 10 m              |
| 2022               | Roma (Italia)      | Medalla de oro    | Plataforma 10 m sincro       |
| 2022               | Roma (Italia)      | Medalla de bronce | Equipo mixto                 |